# Rhabdamia
Rhabdamia es un género de peces de la familia Apogonidae, del orden Perciformes. Este género marino fue descrito científicamente en 1909 por Max Carl Wilhelm Weber.

## Especies
Especies reconocidas del género:
- Rhabdamia clupeiformis M. C. W. Weber, 1909
- Rhabdamia gracilis (Bleeker, 1856)
- Rhabdamia nigrimentum (J. L. B. Smith, 1961)
- Rhabdamia nuda (Regan, 1905)
- Rhabdamia spilota G. R. Allen & Kuiter, 1994